# Christian Pauk
Christian Pauk (* 1964) ist ein ehemaliger deutscher Basketballspieler.

## Leben
Pauk spielte in der Jugend des SC Rist Wedel und wurde 1980 Deutscher B-Jugend-Meister. Hinzu kamen Bundessiege beim Wettbewerb „Jugend trainiert für Olympia“. Ab 1981 stand er auch in der Wedeler Herrenmannschaft, mit der er 1982 in die Regionalliga und 1985 in die 2. Basketball-Bundesliga aufstieg. In der zweithöchsten deutschen Spielklasse gehörte er zu den besten Korbschützen der Liga: In der Saison 1987/88 erzielte der Flügelspieler in der Hauptrunde im Schnitt 16,7 Punkte pro Begegnung sowie in der Aufstiegsrunde 17,8 Punkte je Spiel und wurde mit Wedel Zweiter. Im Spieljahr 1987/88 erreichte er mit seiner Mannschaft als Zweitligist zudem das Halbfinale im DBB-Pokal und warf auf dem Weg dorthin zwei Bundesligamannschaften aus dem Wettbewerb. In der Saison 1988/89 war Pauk mit 485 erzielten Punkten in 22 Partien (22 Punkte/Spiel) drittbester deutscher Korbschütze der 2. Bundesliga Nord.
Nach seinem Rückzug als Spieler zu Beginn der 1990er Jahre wirkte Pauk als Manager der Wedeler Mannschaft, als Seniorenspieler gewann er in den Altersklassen Ü35 und Ü45 mehrere deutsche Meistertitel.